# Jiráskovo divadlo (Hronov)
Jiráskovo divadlo je víceúčelová divadelní budova na náměstí v Hronově, městě ležícím na severovýchodě Čech v okrese Náchod. Konstruktivistická stavba s prvky neoklasicismu patří k významným stavbám moderní architektury meziválečného Československa; je dílem architekta Jindřicha Freiwalda z roku 1930. Od roku 1964 je kulturní památkou.
Budova je významná také jako centrum mezinárodních přehlídek amatérského divadla Jiráskův Hronov, které se tu konají již od roku 1931.

## Historie
Počátky hronovského ochotnického divadla jsou spojeny se jménem místního hodináře Antonína Knahla, který se vyučil v Praze a po návratu do Hronova v roce 1823 tu chtěl provozovat podobná představení, jaká mohl navštěvovat v Praze. Díky němu vzniklo v roce 1826 první divadelní jeviště ve staré škole, ale žádost o povolení několika produkcí byla zamítnuta. Povolení k provozování divadla získali hronovští ochotníci od vrchnosti až v roce 1847 a několik představení sehráli na náměstí v hostinci U modré hvězdy.
V šedesátých a sedmdesátých letech 19. století s hronovskými ochotníky příležitostně ještě jako student hrával a některá představení i režíroval zdejší rodák Alois Jirásek. Ochotnická činnost pokračovala s výjimkou prvních let První světové války. Po oslavě Jiráskových 70. narozenin v roce 1921 vznikla myšlenka postavit na počest svého rodáka divadlo; v roce 1925 byl založen spolek Družstvo pro postavení Jiráskova divadla v Hronově. Po získání finančních prostředků družstvo s žádostí o navržení budovy oslovilo dalšího hronovského rodáka, pražského architekta Jindřicha Freiwalda, který projekt vypracoval zdarma (počítal původně i s muzeem, knihovnou a čítárnou). Slavnostní položení základního kamene se uskutečnilo ještě za Jiráskovy účasti v létě 1928 (otevření divadla se však již spisovatel nedočkal, zemřel na jaře 1930).
Vlastní stavba začala v roce 1929 a náchodská firma Veselý, Goldschmid a Hartman ji dokončila v létě 1930; již 28. září 1930 bylo divadlo otevřeno představením Jiráskovy Lucerny. Z původního projektu byla ale realizována pouze divadelní budova.
Po roce 1948 divadlo přešlo do správy ROH v rámci tehdejších Bavlnářských závodů Mistra Aloise Jiráska, n. p. Hronov. V letech 1952–1953 byla budova rekonstruována, v sedmdesátých let 20. století byl divadelní sál upraven pro promítání filmů, byl přistavěn nejprve objekt technického zázemí a o něco později víceúčelový sál určený jako klub ROH.
V roce 1999 byl k budově Jiráskova divadla přistavěn multifunkční sál, pojmenovaný po dalším z místních rodáků Josefu Čapkovi, pro nedostatek financí ale tento projekt není zcela dokončen (stav v roce 2019).

## Popis
Původní Freiwaldova budova je obdélníková, východní vstupní průčelí se širokým schodištěm je obráceno do náměstí Československé armády. Do objektu se vstupuje přes zvýšené přízemí. Průčelí tvoří portikus se čtyřmi sloupy, na vlysu nad nimi je nápis „Jiráskovo divadlo“. Za portikem je přední stěna divadla se třemi okenními osami. Dřevěné šestikřídlé vchodové dveře mají kulatá zasklená okénka. Kolem prostoru hlavního sálu jsou ze tří stran jednopatrové trakty zázemí a muzea.
Budova je opatřena šedou omítkou. Má rovnou plochou střechu, která je zakončena nadezdívkou ze žlutých cihel s ozubeným omítkovým pásem na horním okraji. Nad jevištní částí divadla je čtyřhranná nástavba, rovněž ze žlutých cihel. V zadní části jižního bočního průčelí je zaoblený schodišťový rizalit.
Mramorem obložený foyer divadla zdobí busty: za hlavním vchodem je umístěna busta Aloise Jiráska od Jana Štursy, u vstupu do hlavního divadelního sálu busta Josefa Čapka (autoři Karel Lidický a Vojtěch Kerhart).
V původním objektu divadla jsou dva sály: velký divadelní sál má 320 míst v přízemí a 80 míst na balkoně, malý sál má podle uspořádání stolů 40 až 70 míst (je ale využíván zejména jako výstavní prostor). Velký sál může sloužit i jako kinosál. Nově připojený Čapkův sál má kapacitu 600 sedících a při koncertech až 1 000 stojících návštěvníků.
Ve druhém patře budovy je umístěno muzeum, zaměřené na dílo Aloise Jiráska a na historii a národopis Hronovska.